# Мюнстерланд

Розташування Мюнстерланду в Німеччині

Мюнстерланд (нім. Münsterland) — історико-географічний регіон на північному заході Німеччини.

## Географія
Мюнстерланд розташований на північно-заході Вестфалії, в землі Північний Рейн-Вестфалія. Площа Мюнстерланду дорівнює приблизно 5.940 км². Чисельність населення перевищує 1,6 мільйона осіб. Його центром є місто Мюнстер. Географічними кордонами регіону вважаються Тевтобурзький ліс на півночі, річка Ліппе на півдні і на заході — державний кордон ФРН з Нідерландами. На сьогоднішній день в нього входять сучасні округи Боркен, Косфельд, Штайнфурт і Варендорф та місто Мюнстер.
Мюнстерланд являє собою переважно сільський ландшафт з єдиним великим містом, Мюнстером (населення — 270 тисяч чоловік). Від 50 тисяч до 80 тисяч чоловік проживають також в таких містах, як Рейне, Ален, Дюльмен, Гронау, Бохольт, Іббенбюрен.
Головною річкою регіону, що перетинає його з напрямку з півдня на північ, є Емс. Ландшафт Мюнстерланду — рівнинний, з пагорбами, що не перевищують висоти в 100 метрів. Географічно він ділиться на Східний Мюнстерланд, Центральний Мюнстерланд (Kernmünsterland) і Західний Мюнстерланд.
Відмінними особливостями місцевого населення є сповідуваний переважною кількістю жителів католицизм, а також місцевий діалект, що відноситься до нижньонімецький мови.
У Мюнстерланді (в Цвільброкер-Венн) знаходиться найпівнічніша у світі колонія фламінго.

## Історія

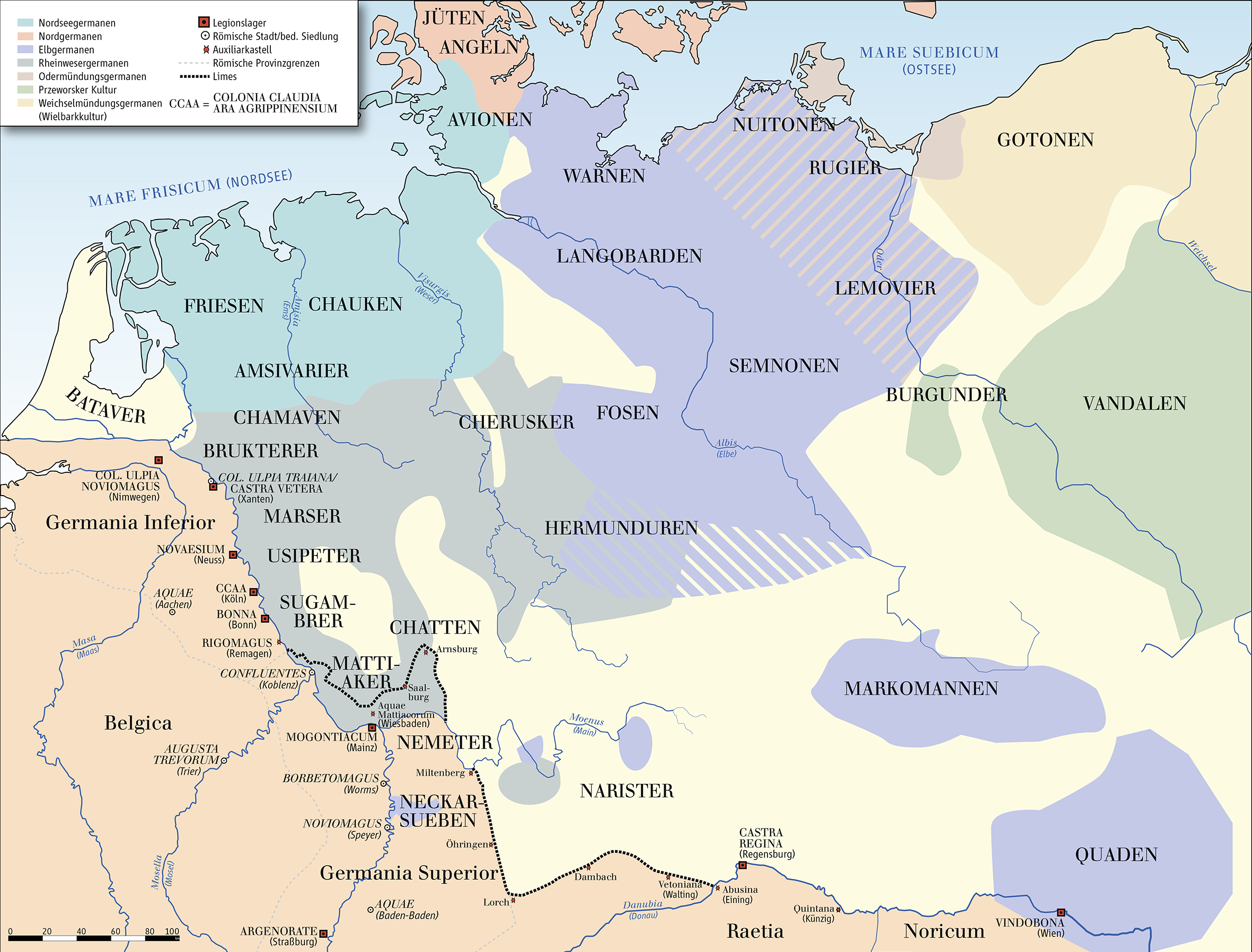
Германські племена близько 50 р. н. е.

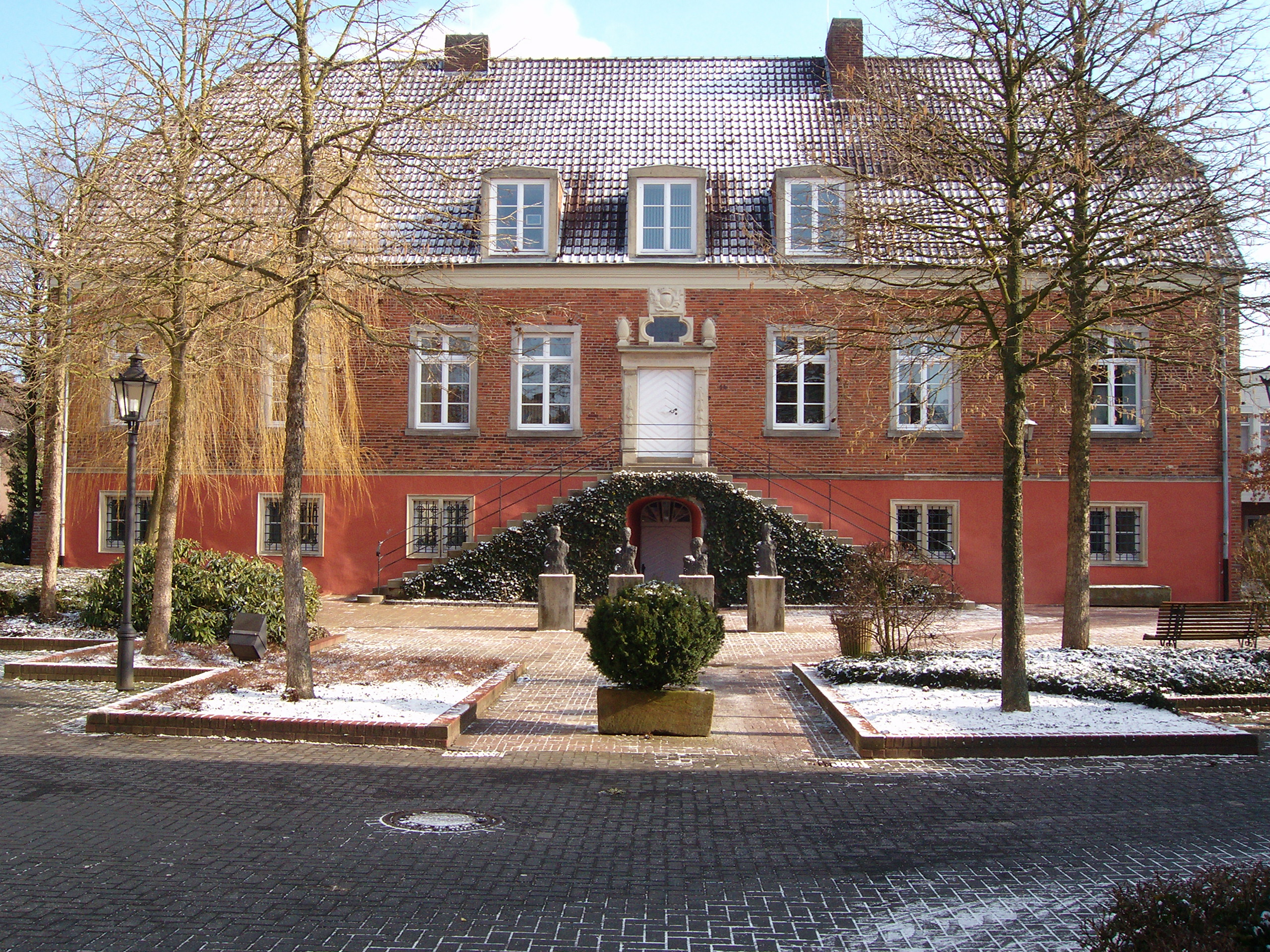
Замок Вреден, резиденція мюнстерського єпископа

Присутність людини простежується на території Мюнстерланду починаючи з 8.000 років до н. е.. Починаючи з 2.000 до н. е., відповідно до археологічних знахідок, Мюстерланд був вже постійно заселений. Серед його пізніших мешканців можна назвати німецькі племена херусків, хамавів і брусків. В I столітті н. е. на його південному кордоні закріпилися римляни, які створили в цій місцевості свої укріплення.
Близько 500 року цей регіон заселяють сакси, які прийшли з північного сходу. Наприкінці VIII століття його підкорює Карл Великий. Прийшовши сюди приблизно в той же час католицький місіонер, святий Людгер, засновує в селищі Мімітгернафорд монастир (нім. Münster), який став основою для міста Мюнстер. Місто швидко розвивається. Уже в 805 році він стає центром єпископства, а в 1170 році він отримує міське право.
Після смерті саксонського герцога Генріха Лева Мюнстерське єпископство стає самостійним. Під час Реформації владу в Мюнстері на час захоплює революційна секта анабаптистів. Під час Тридцятирічної війни (1618—1648) на території епископства розгорнулися запеклі військові дії. Його Населення за цей час значно скоротилося, господарство регіону понесло великої шкоди в результаті пограбувань та пожеж. Частина угод Вестфальського миру, який завершив Тридцятирічну війну, була підписана в Мюнстері.
У 1803 році територія Мюнстерського єпископства була секуляризована. Тут були утворені князівство Зальм і графство Зальм-Хорстмар. Частина його території перейшла до герцогства Берг і Аренсберга. У 1810 році інша частина регіону була окупована Францією. За рішенням Віденського конгресу в 1815 році він входить до складу Пруссії, і юридично є її частиною до 1945 року.
Приблизно з 1850 року відбувається індустріалізація в Мюнстерланді. При цьому наголос робиться на розвитку текстильної промисловості. Але в сільській місцевості через надвисоку народжуваність неухильно зростає бідність. Відтоді в Мюнстерланді почалася великомасштабна еміграція до інших країн, особливо до США.
Після Першої світової війни Мюнстерланду довелося боротися з великими економічними труднощами. В цей більшість владних повноважень переходить до рук нацистів. Під час Кришталевої ночі в Мюнстерланді були знищені майже все синагоги. Єврейські громадян були депортовані або емігрували (особливо багато до Риги. Один з найвідоміших євреїв, що жили в Мюнстерланді та пережили Голокост, є колишній президент Центрального Комітету євреїв, Пауль Шпігель, який виріс у Варендорфі.
Під час Другої світової війни Мюнстер та інші міста регіону сильно постраждали від авіабомбардувань союзників. Так, центральна, культурно-історична частина Мюнстера була зруйнована на 91%.

## Економіка

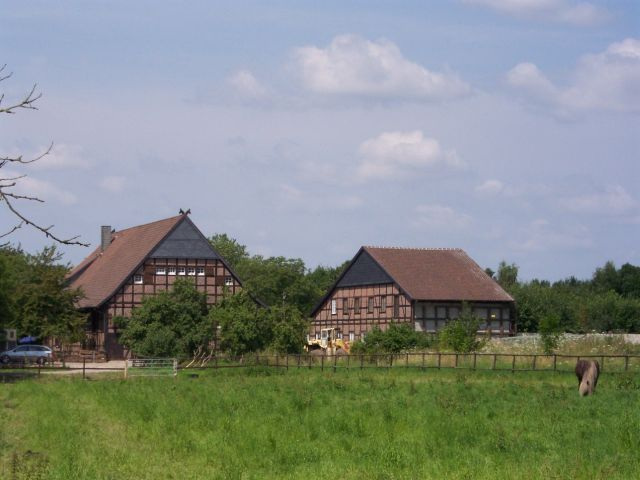
Кінна ферма в Мюнстерланді

Переважна більшість працівників є зайнятою у сфері послуг — 64,1%, промисловості є зайнятими 34,3%, у сільському господарстві — 2,5%.
З приблизно 66 тисяч господарств в Мюнстерланд 88,5% малих підприємств (до десяти осіб), 11,2% середніх підприємств (від десяти до 250 співробітників) і лише 0,3% великих фірм (250 або більше працівників).
Основними галузями промисловості в наш час[коли?] є машинобудування (24,3 тис. робочих місць), будівництво (31,4 тис.), харчова промисловість (17 800), а також медичні і соціальні послуги (64 400). Традиційно широко представлена в промисловості Мюнстерланду текстильна промисловість після кризи середини 1970-х років має лише другорядне значення.
З початку 1990-х років економічна міць регіону Мюнстерланд збільшилася на 45% (у Північному Рейні-Вестфалії всього на 32%).
У Мюнстері ситуація із зайнятістю протягом багатьох років безумовно краща, ніж у середньому по країні. Рівень безробіття з 2007 року приблизно 5%, причому він продовжує тенденцію до зниження.
В Мюнстерланді є досить розвинений туризм, особливо велосипедний. Також швидко розвивається кінний туризм.

## Культура і історичні пам'ятки

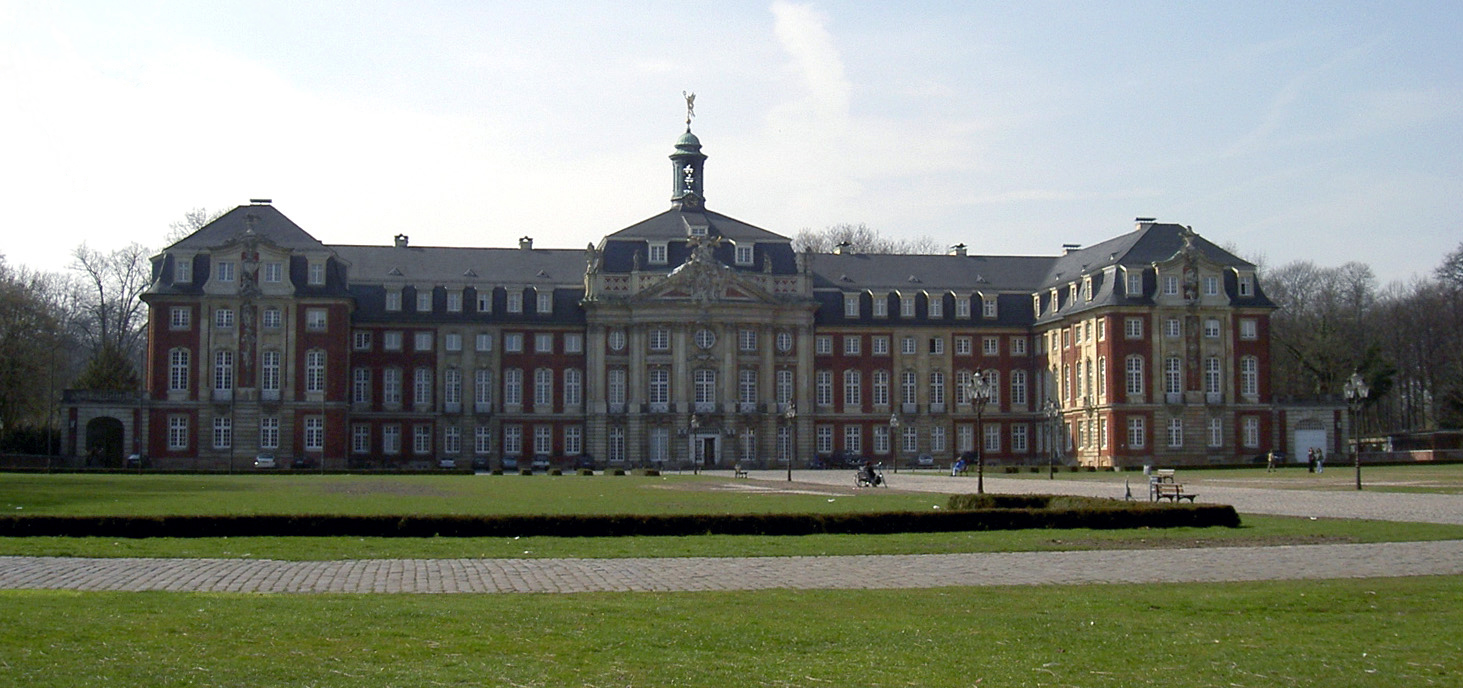
Мюнстерський замок

В Мюнстерланді є велика кількість різних церков, монастирів і замків, деякі з яких досі добре збереглися.

### Замки
У Мюнстері є багато замків і фортець, тільки з ровами замках характерні відносно плоский ландшафт. Всі основні замки і палаци включені в так званий маршрут «100 замків» (нім. 100 Schlösser Route).

### Церкви
Мюнстерланд з історичних причин є під сильним впливом католицької церкви. Частина з них була зруйнована війною і багато старих будівель замінені новими, регіон як і раніше є має дуже багато церковних архітектурних пам'яток.